# اشکوفسکی
اشکوفسکی (روسی: Ушковский) با نام پیشین پولسکی، یک توده‌کوه آتشفشانی بزرگ است که در بخش مرکزی شبه‌جزیره کامچاتکا در روسیه قرار دارد. این کوه در انتهای شمال غربی میدان آتشفشانی کلوچفسکایا اسپوکا که زنجیره‌ای از آتشفشان‌های به‌هم پیوسته‌است، جای دارد. بلندترین قله این توده‌کوه، کرستوفسکی نام دارد که با ارتفاع ۴۱۰۸ متر یک آتشفشان چینه‌ای است. اشکوفسکی نوعی آتشفشان سپری است.